# Raïssa Malu
Raïssa Malu Dinanga, née à Kinshasa, est une physicienne, professeure et auteure congolaise, qui promeut notamment l'éducation des sciences physiques, mathématiques et technologiques en République démocratique du Congo.
Actuellement, elle est Ministre d’État de l’Éducation nationale et de la Nouvelle citoyenneté dans le Gouvernement Suminwa annoncé le 29 mai 2024.

## Biographie
Raïssa Malu est la fille du professeur, physicien et ingénieur Félix Malu wa Kalenga, « l’un des grands intellectuels d’Afrique », dont elle a hérité de la passion pour les sciences et les technologies.
En 2014, Raïssa Malu contacte le ministère de l'Enseignement primaire, secondaire et technique (EPST) de la République démocratique du Congo (RDC) et propose d'organiser un évènement nouveau, la première édition de la Semaine de la science et des technologies. Depuis, elle assure la promotion de la Semaine de la Science et des Technologies (SST) en RDC chaque année,.
Elle a dirigé pendant 5 ans l'unité Projet PEQPESU (Projet d'Education pour la Qualité et la Pertinence des Enseignements aux niveaux Secondaire et Universitaire (PEQPESU)), un projet du Ministère de l'Enseignement primaire, secondaire et technique (EPST) de la République démocratique du Congo (RDC), avec le soutien de la Banque mondiale.
Par ailleurs, elle dirige l'association Investing In People, qu'elle a fondé en 2013, afin d'offrir des bourses scolaires aux femmes en STIM en RDC.
Elle a également été membre du panel presidentiel chargé d'accompagner la mandature de la RDC à la présidence de l'Union Africaine pour l'exercice 2021-2022, précédemment présidé par le président de la RDC Félix Tshisekedi. Pendant cette mandature, conseillée par l'inventeur et expert congolo-togolais Manuel Ntumba, elle a supervisé l'élaboration d'une feuille de route sur l'utilisation des technologies spatiales, la transformation numérique et les applications géospatiales dans la réalisation des objectifs de l'Agenda 2063 de l'Union africaine (UA),,.
Ceci aboutit plus tard à la mise en œuvre du tout premier Forum africain sur le progrès géospatial et socio-économique (AfGSEP Forum) sous le thème : "les technologies spatiales au service du développement durable en Afrique". Le forum a été organisé en marge de la neuvième édition de la Semaine de la Science et des Technologies (SST), en collaboration avec l'UNESCO, le Ministère de l'Enseignement primaire, secondaire et technique (EPST) et l'organisation multinationale Tod'Aérs Global Network (TGN),.
Elle a dirigé de 2016 à 2021, l’unité Projet PEQPESU (Projet d’Education pour la Qualité et la Pertinence des Enseignements aux niveaux Secondaire et Universitaire, un projet du Ministère de l’Enseignement primaire, secondaire et technique (EPST) de la République démocratique du Congo (RDC), avec le soutien de la Banque Mondiale.

## Publications
- Soutien scolaire mode d'emploi, avec Madimba Kadima-Nzuji, 2011.
- Physiciens et physiciennes, d’Archimède au 19e siècle, avec Mano Malu et Barly Baruti, 2012.
- Curriculum et situations: Un cadre méthodologique pour le développement des programmes éducatifs, avec Philippe Jonnaert et Christian Depover, 2020.